# ダヴィデ・フラッテージ
ダヴィデ・フラッテージ（Davide Frattesi, 1999年9月22日 - ）は、イタリア・ローマ出身のサッカー選手。同国代表。セリエA・インテルナツィオナーレ・ミラノ所属。ポジションはMF。

## 経歴

### USサッスオーロ
2017年12月20日、コッパ・イタリアのアタランタBC戦でマッテオ・ポリターノとの交代で途中出場し、プロデビューを果たした。このシーズンは、トップチームで何度かベンチ入りしたものの出場機会は無かった。
2018年8月16日、セリエBのアスコリ・カルチョにレンタル移籍した。8月26日、コゼンツァ・カルチョ戦にトマシュ・クピシュとの交代で途中出場し、移籍後初出場を果たした。9月2日、ペルージャ戦で初の先発出場を果たし、61分にエンリコ・バルディーニと交代するまでプレーした。9月15日、USレッチェ戦で初めてフル出場し、1-0での勝利に貢献した。1年間のレンタルの間、26試合の先発出場を含む33試合に出場し、2つのアシストを記録した。
2019年7月15日、セリエBのエンポリFCにレンタル移籍した。8月11日、コッパ・イタリア2回戦のレッジーナ戦にフィリッポ・バンディネッリとの交代で途中出場し、移籍後初出場を果たした。8月25日、ユーヴェ・スタビア戦にカリム・ラリビとの交代で途中出場し、エンポリでのリーグ戦初出場を果たした。9月21日、チッタデッラ戦に先発出場を果たすと、3日後のACピサ戦で移籍後初のフル出場を果たし、さらに95分にプロ初ゴールとなる決勝点を記録した。1年間のレンタルの間、41試合に出場して5得点4アシストを記録した。
2020年9月16日、セリエBに昇格したACモンツァにレンタル移籍した。9月25日、SPAL戦にマルコ・アルメリーノとの交代で途中出場し、移籍後初出場を果たした。10月20日、ACピサ戦でモンツァでの初ゴールを挙げた。10月24日、キエーヴォ戦で移籍後のフル出場を果たした。2021年5月1日、USサレルニターナ戦でシーズン8点目のゴールを挙げた。クリスティアン・ブロッキ監督と、シーズンで8ゴールを挙げた場合、何かを買ってくれるという約束をしていたため、その個人的な賭けに勝利した。8得点2アシストを記録し、セリエBのチーム・オブ・ザ・シーズンにノミネートされた。

### インテル・ミラノ
2023年7月6日、インテルナツィオナーレ・ミラノに買取義務付きのレンタルで移籍した。8月20日、ACモンツァとの開幕戦でラウタロ・マルティネスとの交代で途中出場し、移籍後リーグ戦初出場を果たした。9月17日、ACミラン戦で途中出場し、93分に移籍後リーグ戦初ゴールを挙げた。このシーズンでは、途中出場が多かったものの、度重なる試合終盤でのゴールでセリエA優勝に貢献した。
2024-25シーズン、UEFAチャンピオンズリーグ準決勝FCバルセロナとの第2戦では、延長戦に入って決勝ゴールを決めてチームの決勝進出に貢献した。

## 代表経歴

### ユース代表
U-17イタリア代表として、UEFA U-17欧州選手権2016に出場した。
U-19イタリア代表としては、UEFA U-19欧州選手権2018に出場し、U-19ポルトガル代表との決勝でのゴールを含め、大会で2得点を記録した。翌年の2019 FIFA U-20ワールドカップにも出場し、4位入賞した。
2019年9月6日、U-21モルドバ代表戦でU-21イタリア代表デビューを果たし、この試合で2ゴールを挙げた。

### A代表
2022年1月24日、3月のカタールW杯プレーオフを見据えて1月26日から3日間行われる、ロベルト・マンチーニ率いるイタリア代表のトレーニングに参加する35名が発表され、自身も含め7名がアッズーリに初招集された。3月18日に発表されたプレーオフの本メンバーには選出されず、イタリア代表も24日に北マケドニア代表に敗れて2大会連続でワールドカップへの出場権を逃したが、5月23日には翌6月に行われる5試合に向けたメンバーとしてエンポリのアンドレア・ピナモンティと共に公式戦に初招集された。6月1日のアルゼンチン代表とのフィナリッシマではベンチ入りしなかったものの、4日にスタディオ・レナート・ダッラーラで行われたUEFAネーションズリーグ2022-23のドイツ代表との試合では先発に名を連ねイタリア代表にデビュー。1-1で引き分けているなか85分にサムエレ・リッチと交代でベンチに下がると、スコアもそのまま動かず試合は終了した。なお、この試合では自身を含め6名がイタリア代表にデビューした。
2024年6月6日、UEFA EURO 2024の最終メンバーに選出された。背番号は7。グループステージのアルバニア戦、スペイン戦ではスタメンで起用されたが、クロアチア戦、ラウンド16スイス戦ではベンチスタートとなった。チームはベスト16に終わった。

## プライベート
フラッテージはイタリア中部のセッラ・サンタンボニオ出身で、子供の頃はチェザノ川でトラウト（マス）釣りを楽しんでいたという。家族との結びつきは強く、祖父母や兄弟との関係が人生の支えとなっている。
SNSで姉チアラがユヴェントスの選手ウェストン・マッケニーと交際していた際、ユヴェントスがコッパ・イタリアを優勝したことを受け、ジョークで姉を4日間ブロックした経験があると冗談交じりに語っている。
母親はフィットネス熱心で、本人は小さい頃からテニスとの二刀流で活動していた。大きなスター・ウォーズのレゴセットを持ち、現在でもレゴ遊びが趣味として続いている。
趣味は escape room、釣り、ゲーム、テニスなど多岐にわたり、特に釣りはストレス解消として週末に一人で数時間出かけるほど好きだという。
母親は彼がインテル加入以降もほぼ毎週ミラノに通い、厳しくも温かい存在として彼の日常を支えている。一方、父親には「もし望むなら仕事を辞めてほしい」と伝えたエピソードもあり、彼の家族関係が非常に親密であることがうかがえる。
2025年4月、バイエルン・ミュンヘン戦のUEFAチャンピオンズリーグ準々決勝第1レグで決勝ゴールを挙げた直後、最愛の祖母の死を受けて感情的なセレブレーションを行った。フラッテージは Sky Sport Italia に対し、「いつもメンタルが強みだと思っていたが、祖母の死は耐えがたかった」「今夜は祖母が天上から応援してくれていたと思う」と語った。

## タイトル

### クラブ
ASローマ・プリマヴェーラ
- カンピオナート・プリマヴェーラ：1回（2016-17）
- スーペルコッパ・プリマヴェーラ：1回（2017）

インテル
- セリエA：1回（2023-24）
- スーペルコッパ・イタリアーナ：1回（2023-24）

### 個人
- セリエBチーム・オブ・ザ・シーズン：1回（2020-21[20]）